# Jongin
Jongin (Yongin) város Dél-Korea Kjonggi (Gyeonggi) tartományában, Szöultól 40 km-re délre. Tömegközlekedéssel megközelíthető a szöuli metró Pundang (Bundang) és Sinbundang vonalaival, valamint az Everline elővárosi metróval. A város területének 84%-a zöld terület.

## Közigazgatása
| Jongin (Yongin) kerületei | Jongin (Yongin) kerületei | Jongin (Yongin) kerületei | Jongin (Yongin) kerületei | Jongin (Yongin) kerületei | Jongin (Yongin) kerületei |
| ------------------------- | ------------------------- | ------------------------- | ------------------------- | ------------------------- | ------------------------- |
|                           |                           |                           |                           |                           |                           |
| Kerület                   | Hangul                    | Handzsa (Hanja)           | Terület (km²)             | Népesség (2015)           |                           |
| Cshoin-ku (Cheoin-gu)     | 처인구                    | 處仁區                    | 467,6                     | 231 892                   |                           |
| Kihung-ku (Giheung-gu)    | 기흥구                    | 器興區                    | 81,7                      | 407 238                   |                           |
| Szudzsi-ku (Suji-gu)      | 수지구                    | 水枝區                    | 42,1                      | 332 197                   |                           |

## Turizmus
Itt található az Everland élménypark, Dél-Korea legnagyobb ilyen létesítménye. Ugyancsak itt található a Koreai Szabadtéri Néprajzi Múzeum, nem messze Everlandtől, ahol számos rendezvényt is tartanak a koreai népi szokások bemutatására. Itt forgatták a Moon Embracing the Sun című sorozat egyes jeleneteit is. Szintén Jongin (Yongin) a helyszíne az MBC csatorna saját építésű, MBC Dramia elnevezésű szabadtéri stúdiójának, ahol olyan sorozatokat forgattak, mint a Csumong (Jumong), A Silla királyság ékköve vagy A királyi ház titkai.